# Olidiana brevis
Olidiana brevis är en insektsart som beskrevs av Walker 1851. Olidiana brevis ingår i släktet Olidiana och familjen dvärgstritar. Inga underarter finns listade i Catalogue of Life.